# الصين خلال الحرب الفيتنامية
لعبت جمهورية الصين الشعبية دورًا رئيسيًا في حرب فيتنام (1955-1975). دعم الشيوعيون الصينيون منذ عام 1949 تمرد فيت مين ضد نظام الهند الصينية الفرنسية الاستعماري. وعندما قسم مؤتمر جنيف لعام 1954 فيتنام إلى شمال متحالف مع الشيوعية وجنوب متحالف مع الغرب، أصبح ماو تسي تونغ مؤيدًا قويًا للفيتناميين الشماليين تحت قيادة هو تشي منه. أرسلت الصين خلال الستينيات كميات هائلة من الأسلحة والمعدات والإمدادات إلى حلفائها، ما شكّل شريان حياة بالغ الأهمية لقوات الجيش الشعبي الفيتنامي، وخدم مئات الآلاف من القوات الصينية في شمال فيتنام.
أصبحت العلاقات الصينية السوفيتية سيئة للغاية في عام 1968، بسبب غزو حلف وارسو لتشيكوسلوفاكيا، والثورة الثقافية التي أعادت توجيه السياسة الخارجية الصينية. سحبت الحكومة الصينية معظم الدعم العسكري لفيتنام الشمالية استعدادًا لنزاع غير معلن مع الاتحاد السوفيتي، ووطّدت علاقاتها مع حزب الخمير الحمر الكمبودي، لبناء ثقل موازن للحزب الشيوعي الفيتنامي. استمرت الصين في إمداد الشمال بكميات أقل حتى نهاية الحرب في عام 1975. خاضت الصين وجمهورية فيتنام الديمقراطية الموحدة حرب قصيرة في عام 1979 بعد احتلال فيتنام لكمبوديا عام 1978.

## خلفية تاريخية
أُسِّسَت جمهورية الصين الشعبية في أكتوبر من عام 1949، واعترفت الأخيرة رسميًا بجمهورية فيتنام الديموقراطية في يناير 1950. ما أدى إلى تغيير الوضع في حرب الهند الصينية الأولى مع عُصبة الفيت مين، وأثر بشكل مباشر على حرب فيتنام في وقت لاحق. لعبت الحكومة الصينية تحت إدارة ماو تسي تونغ دورًا نشطًا في حرب الهند الصينية الأولى. طلب فيت مين في أبريل 1950 رسميًا المساعدة العسكرية بما في ذلك المعدات والمستشارين والتدريب، وبدأت جمهورية الصين الشعبية في إرسال مستشاريها، ولاحقًا المجموعة الاستشارية العسكرية الصينية (سي إم أاي جي) للمساعدة، بقيادة الجنرال وي غوكينغ جنبًا إلى جنب مع الجنرال تشن جينغ.

## أسباب تورط الصين

### الحقائق الجيوسياسية
اعتبر ماو الولايات المتحدة خلال الخمسينيات ومعظم الستينيات التهديد الرئيسي لأمن الصين وثورتها. شكلت الهند الصينية إحدى الجبهات الثلاث (الهند الصينية، وكوريا، وتايوان) التي اعتبرها ماو عرضة لغزو الدول الإمبريالية.  وبدأ بعدها دعم ماو لهو تشي مينه بدعوى الحفاظ على الأمن. ولكن بعد أن تدهورت العلاقات بين الصين والاتحاد السوفيتي في أواخر الستينيات وأوائل السبعينيات، خاصة بعد الصراع الحدودي الصيني السوفياتي في مارس عام 1969، أوضح ماو أن الاتحاد السوفيتي كان التهديد الرئيسي للأمن القومي للصين. ثم بدأ في تعديل سياساته بما يتناسب مع أمريكا وشجع الفيتناميين الشماليين على إبرام تسوية سلمية.

### الالتزام الدولي
كان الشعور بالمسؤولية الدولية لمساعدة الرفاق الأشقاء، وتعزيز الثورة المناهضة للإمبريالية عاملًا حاسمًا آخر في سياسة الهند الصينية في بكين. لم يهدف ماو إلى تغيير الصين القديمة فحسب، بل النظام العالمي القديم أيضًا، بسبب إيمانه بأن الصين تلعب دورًا خاصًا في إعادة تشكيل النظام الثوري المستقبلي في العالم. نشرت بكين دعاية في أواخر الخمسينيات وأوائل الستينيات من القرن الماضي، عن كونها حليفًا طبيعيًا للشعوب المضطهدة في العالم في نضالها من أجل التحرر الوطني، ما يبرر الجهود المبذولة لمساعدة فيتنام الشمالية.

### الاعتبارات الشخصية
كانت شخصيات القادة أيضًا عاملًا في حشد دعم جمهورية الصين الشعبية لفيتنام الشمالية. كانت التفاعلات الشخصية بين هو تشي مينه وماو، وتشو إنلاي وليو تشاوتشي، وغيرهم من قادة الحزب الشيوعي الصيني ذات أهمية خاصة. شعر هو بالإلفة تجاههم عندما كان يعمل في الحزب الشيوعي الفرنسي في باريس، ولاحقًا كممثل للكومنترن في كانتون (غوانزو) لمساعدة حركات العمال والفلاحين هناك. وشدد ماو على أهمية الصداقة المتبادلة عندما قرر مساعدة فيت مين في عام 1950.

### الاعتبارات السياسية المحلية
برزت نوايا ماو باستخدام النزاع الدولي للترويج للأجندات السياسية المحلية بشكل واضح في سياسته تجاه فيتنام. يرى ماو أن تصوير الصين على أنها تواجه تهديدات خارجية خطيرة سيكون أداة فعالة في تقوية ديناميكيات التعبئة الثورية في الداخل، وتعزيز سلطته وموقعه المسيطر في الحياة السياسية في الصين. وبالتالي ستساهم مساعدة فيتنام في تحقيق أهداف ماو المتمثلة في الحصول على الدعم لإعادة تشكيل الدولة والمجتمع الصيني.

## مشاركة الصين
تغيرت سياسة الصين تجاه فيتنام، مع تغير الوضع الدولي والاستراتيجية الدبلوماسية الصينية. وبالتالي لم تكن المساعدات الاقتصادية والعسكرية التي قدمتها الصين لفيتنام مستقرة، واختلفت من فترة إلى أخرى. لا تعكس المساعدة المتكررة لفيتنام تطور العلاقات الصينية الفيتنامية فحسب، بل أثرت أيضًا على تطور العلاقات الثنائية وحتى الدولية.

### خلال حرب الهند الصينية الأولى
واجه الشيوعيون الفيتناميون أعداء أقوياء في أوائل الخمسينيات من القرن الماضي، وسعى هو تشي مينه بكل جهده للحصول على المشورة والأسلحة من الصين. بدأت جمهورية الصين الشعبية بإرسال مستشاريها وتشكلت لاحقًا المجموعة الاستشارية العسكرية الصينية لمساعدة قوات فيت مين بقيادة وي غوكينغ وتشين جينغ. ثمّ بدأت المجموعة الاستشارية لعسكرية الصينية وفيت مين التدريبات لحملتهما الأولى، وانطلقت حملات الحدود في سبتمبر 1950. وبين أبريل وسبتمبر من عام 1950، أرسلت الصين إلى فيت مين 14000 بندقية ومسدس، و1700 رشاش وبندقية عديمة الارتداد، و150 قذيفة هاون، و60 قطعة مدفعية، و300 بازوكا، بالإضافة إلى ذخائر، وأدوية، ومعدات اتصال، وملابس، و2800 طن من المواد الغذائية.
أُرسلَت «مجموعة استشارية سياسية» أيضًا من الصين إلى شمال فيتنام في عام 1950، بقيادة لو غويبو. ذهب لو إلى تونكين لنقل تجربة الصين في العمل المالي والاقتصادي، وتصحيح أيديولوجية الكوادر وأسلوب العمل، والأداء الحكومي، وتعبئة الجماهير. ساعد الصينيون الفيتناميين في تدريب قادتهم العسكريين، وإعادة تنظيم الأنظمة الدفاعية والمالية الخاصة بهم بين عامي 1951 و1954. ساعدوا الفيتناميين أيضًا على حشد الفلاحين لدعم الحرب من خلال حملات الإصلاح الزراعي. بشكل عام أثّرت التجربة الصينية في صنع ثورة بشكل كبير على الفيتناميين.